# دهستان وارسکا
دهستان وارسکا (به لاتین: Värska Parish) یک دهستان در استونی است که در شهرستان پولوا واقع شده‌است.

## خصوصیات
دهستان وارسکا ۱۸۷٫۸۲ کیلومترمربع مساحت و ۱٬۳۴۴ نفر جمعیت دارد.